# 73-й козачий охоронний дивізіон
73-й козачий охоронний дивізіон (нім. Kosaken-Schutzmannschafts-Abteilung 73) — охоронний підрозділ Вермахту періоду Другої світової війни, що складався з німців і колаборантів козаків, росіян.

## Історія
У білоруському Новогрудку був сформований у березні-квітні 1944 73-й козачий охоронний дивізіон з залишків колишніх козачих підрозділів, що відступали разом з Вермахтом. Окрім козаків до нього входили колишні полонені Червоної армії — росіяни, білоруси, українці. Дивізіон складався з чотирьох ескадронів, яким належало боротись з загонами партизан на тилах, шляхах комунікації групи армій «Центр». Дивізіон входив до Козачої бригади кавалерії «Білорусь», взявши участь у великій операції «Весняне свято» (нім. Frühlingsfest) біля Полоцька (16 квітня-10 травня 1944 року. Після операції Червоної армії «Багратіон» перебрався на терени Польщі біля міста Седльце, де у липні 1944 дивізіон розформували разом з бригадою «Білорусь». Імовірно, козаки дивізіону перейшли до полків похідного отамана Козачого Стану Тимофія Доманова.